# Katie Taylor
Katie Taylor, född 2 juli 1986 i Dublin, är en irländsk boxare som tog OS-guld i lättviktsboxning 2012 i London.